# Emilia Plewnia
Emilia Plewnia – polska akrobatka. Razem z Magdą Rajtor i Martą Śrutwą uczestniczyła w Mistrzostwach Świata 2018 w konkurencji grupowej.